# Flight Log: Departure
Flight Log: Departure è il quinto EP del gruppo musicale sudcoreano Got7, pubblicato il 21 marzo 2016.
Il 12 aprile è stato estratto il singolo Home Run, co-scritto e co-composto dal leader JB.

## Descrizione
Flight Log: Departure viene annunciato il 26 febbraio insieme al Fly Tour. Pubblicato il successivo 21 marzo e trainato dal brano Fly, esprime "la libertà della gioventù ventenne" e altri temi quali l'amore e l'amicizia a quell'età.
Delle otto tracce, sei vedono la partecipazione dei membri dei Got7 ai testi e alla composizione. Il disco si apre con Fly, composta da Earattack e The Kick Sound, che parla di un amore puro e discreto, combinando funk e hip hop su una base trap. Il ritornello, caratterizzato dal falsetto, mischia sintetizzatore e musica elettronica.
Seguono Can't, con testi scritti da Mark e Jinyoung, e quest'ultimo accreditato anche per la musica, e See The Light, i cui testi sono stati scritti da Mark e Yugyeom, che hanno collaborato con Frants alla composizione. BamBam e Yugyeom sono inoltre autori dei testi delle parti rap. La quinta traccia, Rewind, è scritta e composta da Youngjae con lo pseudonimo Ars, ed è la sua prima canzone presente in un album del gruppo dal debutto. JB, con lo pseudonimo Defsoul, è invece autore del testo e delle musiche per Fish, Something Good e Home Run; in quest'ultima, i sentimenti romantici vengono descritti con i termini del baseball. Beggin On My Knees è un brano veloce che ricorda il pop degli anni 2010 con beat di batteria rapidi e riff di chitarra elettronica, mentre il tempo cambia da alto a medio.

## Accoglienza
I critici della webzine coreana Idology hanno avuto opinioni miste sul disco. Kim Yoon-ah l'ha descritto come un album "che viaggia liberamente tra i beat e l'atmosfera rilassata uniche dei Got7, come se si fossero tolti di dosso un peso" e giudicato positivamente la partecipazione dei membri a dare flessibilità alla composizione, ritenendo che risaltassero nel "suono dei Got7" fatto di hip hop, urban dance e pop. Altri hanno ritenuto che il gruppo fosse riuscito a trovare una chiara distinzione dai 2PM, ma che i beat delle prime quattro tracce fossero molti simili tra loro, per poi procedere a un cambio di atmosfera innaturale, e che la narrativa del disco fosse slegata.

## Tracce
1. Fly – 3:11 (testo: Earattack, The Kick Sound – musica: Earattack, The Kick Sound, OhBros, 5$)
2. Can't (못하겠어?, Mothagess-eoLR) – 3:16 (testo: Jinyoung, Mark – musica: Secret Weapon, Jinyoung, Distract)
3. See The Light (빛이나?, Bich-inaLR) – 3:24 (testo: Yugyeom, Mark, Frants, BamBam – musica: Yugyeom, Mark, Frants)
4. Fish – 3:13 (testo: Daniel Kim, Defsoul, Park Jiyeon, Dr. B – musica: Daniel Kim, Defsoul, Park Jiyeon)
5. Rewind – 3:12 (testo: Ars, Ju Chanyang – musica: Ars, Ju Chanyang, Command Freaks)
6. Beggin On My Knees – 3:04 (testo: Young K – musica: Hyuk Shin, 2xxx!, Jusén, GG Riggs, Matt Heath, DK)
7. Something Good – 3:46 (testo: Defsoul, BamBam – musica: Andrew Choi, 220, Defsoul, Mingsician)
8. Home Run – 3:08 (Daniel Kim, Defsoul, Park Jiyeon)

## Formazione
- Mark – rap
- JB (Defsoul) – voce
- Jackson – rap
- Jinyoung – voce
- Youngjae (Ars) – voce
- BamBam – rap
- Yugyeom – voce

## Successo commerciale
Dopo l'uscita, Flight Log: Departure si è classificato primo in Corea del Sud sulla Gaon Weekly Album Chart, occupando la vetta anche della classifica di marzo con 99 977 copie. Ha debuttato in seconda posizione sulla Billboard Heatseekers Album Chart e sulla Billboard World Albums Chart.
È stato il quindicesimo disco più venduto in Corea del Sud nel 2016 con 167 145 copie a fine anno e ha vinto il premio Album dell'anno (Primo quarto) alla sesta edizione dei Circle Chart Music Award. Nelle classifiche annuali di Billboard, si è posizionato quindicesimo nella World Albums Chart, segnando la prima comparsa dei Got7 nella classifica.

## Classifiche

### Classifiche settimanali
| Classifica (2016) | Posizione massima |
| ----------------- | ----------------- |
| Corea del Sud     | 1                 |

### Classifiche di fine anno
| Classifica (2016) | Posizione |
| ----------------- | --------- |
| Corea del Sud     | 15        |

## Riconoscimenti
- Circle Chart Music Award
  - 2017 – Album dell'anno (Primo quarto)[17]